# Gostomia (województwo opolskie)
Gostomia (dodatkowa nazwa w j. niem. Simsdorf, śl. Gostōmia) – wieś w Polsce, położona w województwie opolskim, w powiecie prudnickim, w gminie Biała. Historycznie leży na Górnym Śląsku, na ziemi prudnickiej. Położona jest na terenie Wysoczyzny Bialskiej, będącej częścią Niziny Śląskiej.
W latach 1954–1972 wieś należała i była siedzibą władz gromady Gostomia. W latach 1975–1998 miejscowość administracyjnie należała do ówczesnego województwa opolskiego.
Według danych na 2011 wieś była zamieszkana przez 450 osób.
Częścią wsi jest Róża.

## Geografia

### Położenie
Wieś jest położona w południowo-zachodniej Polsce, w województwie opolskim, około 7,5 km od granicy z Czechami, na Wysoczyźnie Bialskiej. Należy do Euroregionu Pradziad. Leży na terenie Nadleśnictwa Prudnik (obręb Prudnik).

### Środowisko naturalne
W Gostomi panuje klimat umiarkowany ciepły. Średnia temperatura roczna wynosi +8,2 °C. Duże zróżnicowanie dotyczy termicznych pór roku. Średnie roczne opady atmosferyczne w rejonie Biedrzychowic wynoszą 623 mm. Dominują wiatry zachodnie.

### Integralne części wsi
| SIMC    | Nazwa | Rodzaj    |
| ------- | ----- | --------- |
| 0491245 | Róża  | część wsi |

## Nazwa
W alfabetycznym spisie miejscowości na terenie Śląska wydanym w 1830 roku we Wrocławiu przez Johanna Knie wieś występuje pod polską nazwą Gostomio oraz niemiecką – Simsdorf we fragmencie „Der Ort wird im generallen Simsdorf, polnisch Gostomio genannt.”. Topograficzny opis Górnego Śląska z 1865 roku notuje wieś pod polską nazwą Gostomie, a także niemiecką Simsdorf podając również nazwy wynotowane z historycznych dokumentów we fragmencie: „Simsdorf (1223 Goscoma, 1401 Semisdorf, 1534 Gostomi, polnisch Gostomie)”. 15 marca 1947 r. nadano miejscowości polską nazwę Gostomia.
W historycznych dokumentach nazwę miejscowości wzmiankowano w różnych językach oraz formach: Gostonia (1233), Gastovia (1335), Semisdorff (1401), Semisdorff (1451), Symonsdorff (1500), Gostomi (1534), Simsdorff (1571), Simbssdorff (1635), Gostom, Gustomien (1679), Gostumia (1687), Simsdorff, Gostomÿ (1743), Simsdorf, Gostomi (1784), Simsdorf, Gostomie (1845), Gostomia – Simsdorf (1939), Gostomia (1947). W gwarach prudnickich występuje jako Gostůḿa.

## Historia

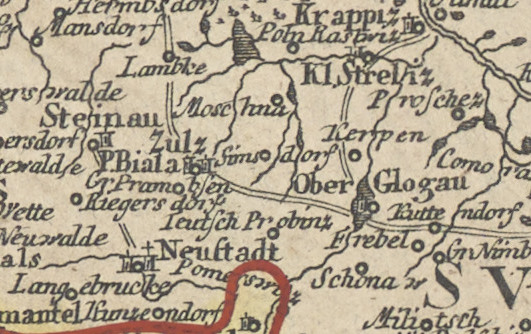
Gostomia (Simsdorf) wśród miejscowości ziemi prudnickiej na mapie z 1747

Wieś po raz pierwszy wzmiankowana była w 1233 jako „Gostoma”. Pierwsza wzmianka o tutejszej parafii Aniołów Stróżów pochodzi z rejestru dziesięcin z 1335.

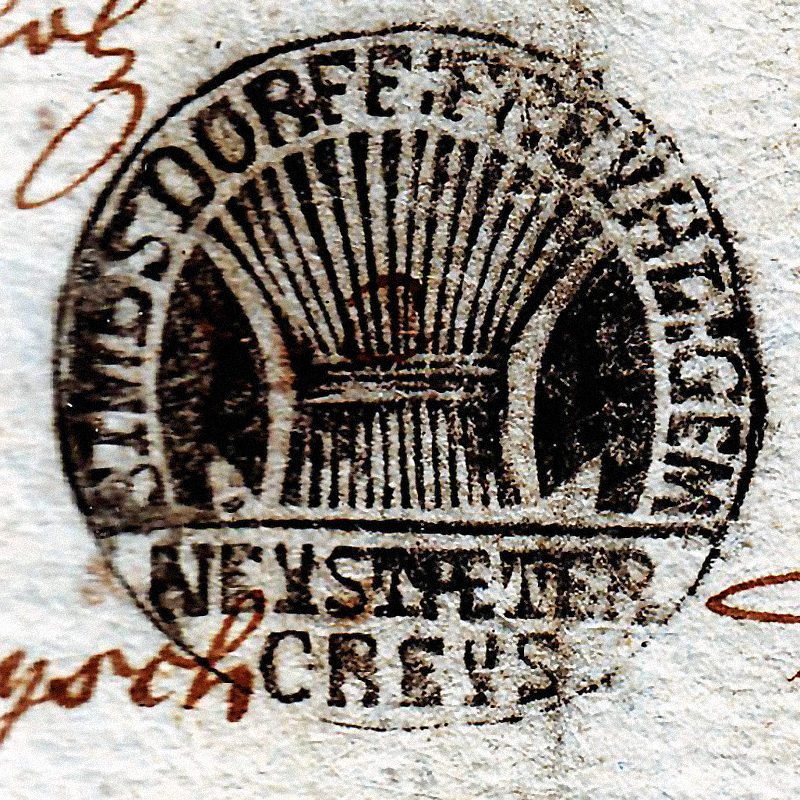
Pieczęć Gostomi (1821)

Do 1742 wieś należała do powiatu sądowego głogóweckiego w Monarchii Habsburgów. Po I wojnie śląskiej znalazła się w granicach Królestwa Prus i weszła w skład powiatu prudnickiego w prowincji Śląsk. Obecny kościół Aniołów Stróżów został wybudowany w 1788. W XVIII wieku w Gostomi wzniesiono wiatrak holenderski. Wieś posiadała swoją własną pieczęć, która przedstawiała w polu snop, po obu stronach po jednym ostrzu w słup, a w otoku napis: SIMSSDORFF: FREYHL: GEM / NEYSTAETER CREYS (pol. Gmina Gostomia / Powiat Prudnicki). Gostomia weszła w skład majątku Tiele-Wincklerów w Mosznej na mocy fideikomisu, podpisanego przez Huberta von Tiele-Wincklera w 1892.

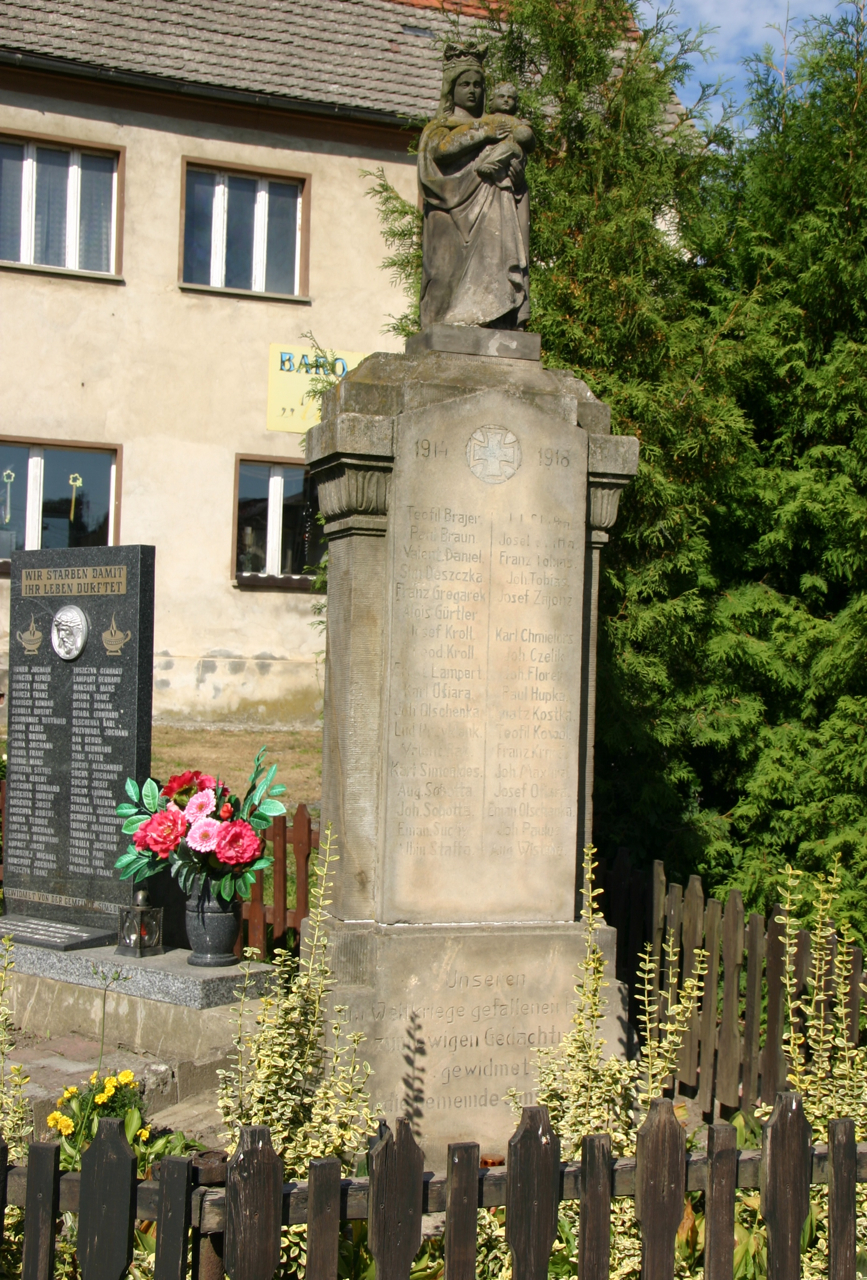
Pomnik upamiętniający mieszkańców wsi, którzy zginęli podczas I wojny światowej

Według spisu ludności z 1 grudnia 1910, na 650 mieszkańców Gostomi 39 posługiwało się językiem niemieckim, 608 językiem polskim, a 3 było dwujęzycznych. W 1921 w zasięgu plebiscytu na Górnym Śląsku znalazła się tylko część powiatu prudnickiego. Gostomia znalazła się po stronie wschodniej, w obszarze objętym plebiscytem. Do głosowania uprawnione były w Gostomi 543 osoby, z czego 329, ok. 60,6%, stanowili mieszkańcy (w tym 315, ok. 58% całości, mieszkańcy urodzeni w miejscowości). Oddano 533 głosy (ok. 98,2% uprawnionych), w tym 533 (100%) ważne; za Niemcami głosowało 426 osób (ok. 79,9%), a za Polską 107 osób (ok. 20,1%). Do prasy trafiły informacje o nadużyciach podczas głosowania w Gostomi. Przewodniczący biura wyborczego, Jan Tomalla, przy wręczaniu kartek do głosowania miał namawiać głosujących do porzucenia polskich kartek, a jeden z głosujących podarł polską kartkę swojej matki. W latach 20. XX wieku na rozjeździe dróg w centrum Gostomi powstał pomnik upamiętniający mieszkańców wsi, którzy zginęli podczas I wojny światowej.
W latach 1945–1950 Gostomia należała do województwa śląskiego, a od 1950 do województwa opolskiego. W latach 1945–1954 wieś była siedzibą gminy Gostomia, a w latach 1954–1972 gromady Gostomia. Podlegała urzędowi pocztowemu w Białej.

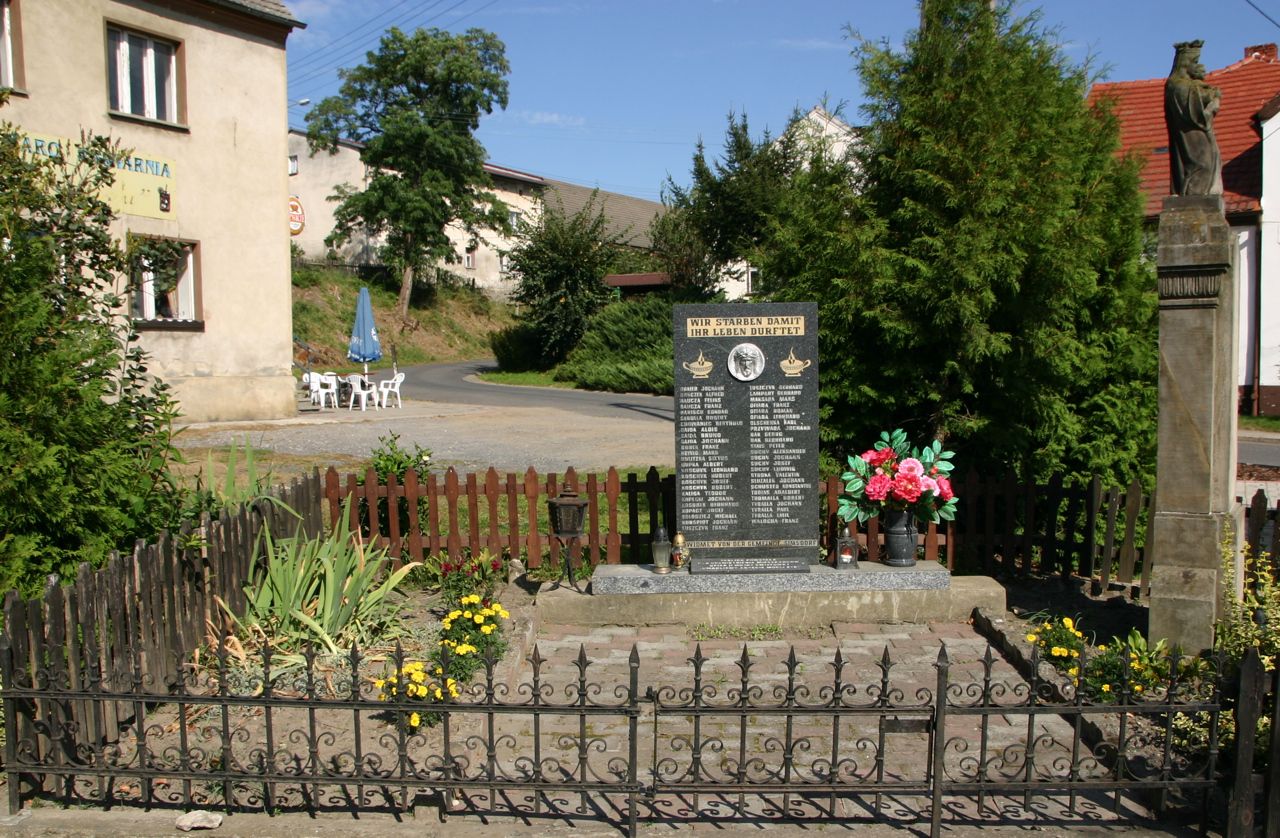
Pomnik upamiętniający mieszkańców wsi, którzy zginęli podczas II wojny światowej

W 1945 w Gostomi utworzono Powszechną Spółdzielnię Handlową. W latach 1946–1947 w Gostomi powstała Gminna Spółdzielnia „Samopomoc Chłopska”. W 1991 obok pomnika ofiar I wojny światowej wzniesiono pomnik upamiętniający mieszkańców Gostomi poległych w II wojnie światowej. W 1999 Gostomia przystąpiła do Programu Odnowy Wsi Opolskiej.

## Mieszkańcy
Miejscowość zamieszkiwana jest przez mniejszość niemiecką oraz Ślązaków. Mieszkańcy wsi posługują się gwarą prudnicką, będącą odmianą dialektu śląskiego. Należą do podgrupy gwarowej nazywanej Goloki.

### Liczba mieszkańców wsi
- 1871 – 541[34]
- 1885 – 582[35]
- 1905 – 568[36]
- 1910 – 650[21]
- 1933 – 604[37]
- 1939 – 598[37]
- 1966 – 554[38]
- 1998 – 511[39]
- 2002 – 473[39]
- 2009 – 443[39]
- 2011 – 450[39]
- 2013 – 439[40]

## Zabytki

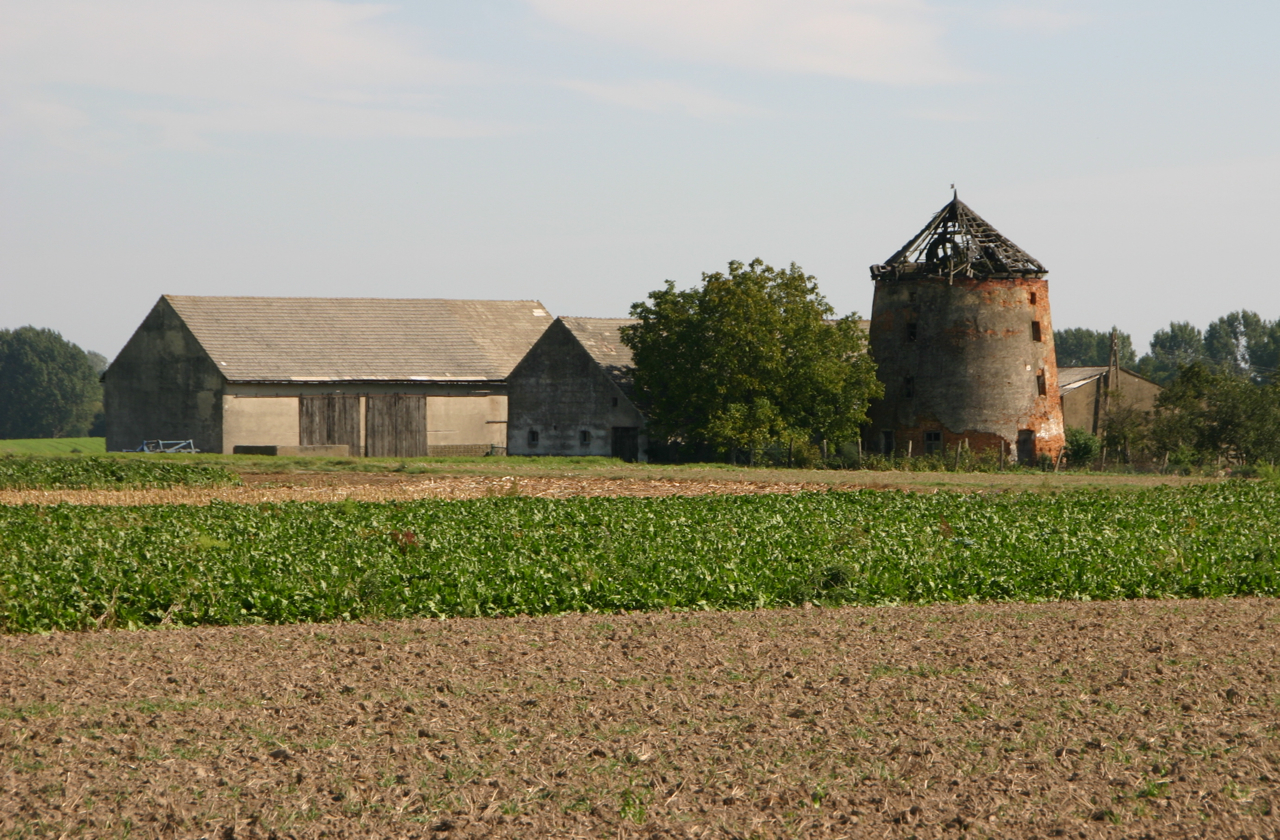
Wiatrak holenderski

Do wojewódzkiego rejestru zabytków wpisane są:
- kościół par. pod wezwaniem Aniołów Stróżów, z 1788 r.
- wiatrak holender, z XVIII w.

Zgodnie z gminną ewidencją zabytków w Gostomi chronione są ponadto:
- dom
- dom nr 86
- cmentarz katolicki, przykościelny

## Pomniki i obiekty upamiętniające
- Pomnik poległych w I wojnie światowej – pomnik na rozjeździe dróg w centrum Gostomi powstały w latach 20. XX wieku jako upamiętnienie mieszkańców wsi, którzy polegli w I wojnie światowej[25].
- Pomnik poległych w II wojnie światowej – pomnik na rozjeździe dróg w centrum Gostomi powstały w 1991 obok pomnika pierwszowojennego jako upamiętnienie mieszkańców wsi, którzy polegli w II wojnie światowej. Znajdują się na nim napisy w języku niemieckim. Zgodnie z kryteriami w sprawie upamiętnień na obszarze RP żołnierzy niemieckich przyjętymi w uchwale Rady Ochrony Pamięci Walk i Męczeństwa w 1995, pomnik został uznany za nieprawidłowy[25].

## Transport
W zarządzie Wydziału Drogownictwa Starostwa Powiatowego w Prudniku znajdują się drogi powiatowe: nr 1251O relacji Rostkowice – Gostomia – Żabnik – Krobusz oraz nr 1273O relacji Gostomia – Nowa Wieś Prudnicka.
Gostomia posiada połączenia autobusowe z Głogówkiem, Prudnikiem. We wsi znajduje się jeden przystanek autobusowy.

## Oświata
W Gostomi pod numerem 46a znajduje się szkoła filialna Publicznej Szkoły Podstawowej im. Jarosława Iwaszkiewicza w Białej, wchodzącej w skład Zespołu Szkolno-Przedszkolnego w Białej oraz przedszkole.

## Kultura
W Gostomi działa Niemieckie Koło Przyjaźni (Deutscher Freundeskreis) – oddział terenowy Towarzystwa Społeczno-Kulturalnego Niemców na Śląsku Opolskim.

## Religia
W Gostomi znajduje się katolicki kościół Aniołów Stróżów, który jest siedzibą parafii Aniołów Stróżów (dekanat Biała).

## Służba zdrowia

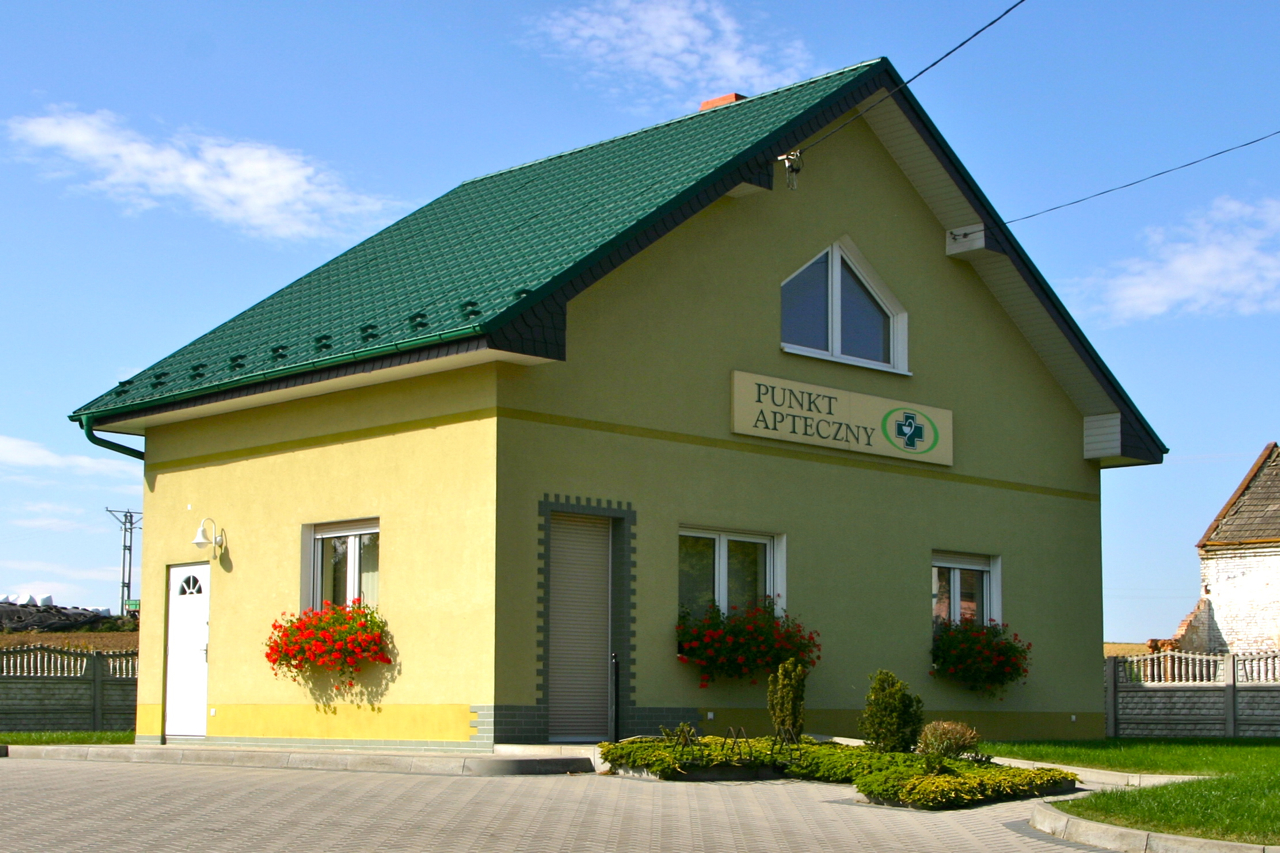
Punkt Apteczny

W Gostomi pod numerem 29b znajduje się filia Niepublicznego Zakładu Opieki Zdrowotnej „Medyk” w Łączniku. Pod numerem 29a znajdował się Punkt Apteczny, który został zamknięty w 2022r..

## Turystyka
Oddział PTTK „Sudetów Wschodnich” w Prudniku ustanowił turystyczną Odznakę Krajoznawczą Ziemi Prudnickiej, którą zdobywa się poprzez zwiedzenie odpowiedniej liczby obiektów w miejscowościach położonych na ziemi prudnickiej, w tym w Gostomi.
12 lipca 2010, w ramach organizowanego w Prudniku VI Europejskiego Tygodnia Turystyki Rowerowej, w którym wzięli udział rowerzyści z całej Europy, przez Gostomię prowadziła trasa „Szlakiem Pielgrzyma”.

### Szlaki rowerowe
Przez Gostomię prowadzą szlaki rowerowe:
- Trasa rowerowa PTTK nr 261-c: Biała – Stare Miasto – Solec – Olbrachcice – Wierzch – Wilków – Rostkowice – Gostomia – Krobusz – Radostynia – Mokra – Łącznik – Brzeźnica – Górka Prudnicka – Ligota Bialska – Biała
- Trasa rowerowa PTTK nr 262-z: Biała – Stare Miasto – Solec – Rostkowice – Gostomia – Nowa Wieś Prudnicka – Urszulanowice – Moszna – Ogiernicze – Łącznik – Chrzelice – Rzymkowice – Pogórze – Frącki – Brzeźnica – Górka Prudnicka – Ligota Bialska – Biała

## Bezpieczeństwo

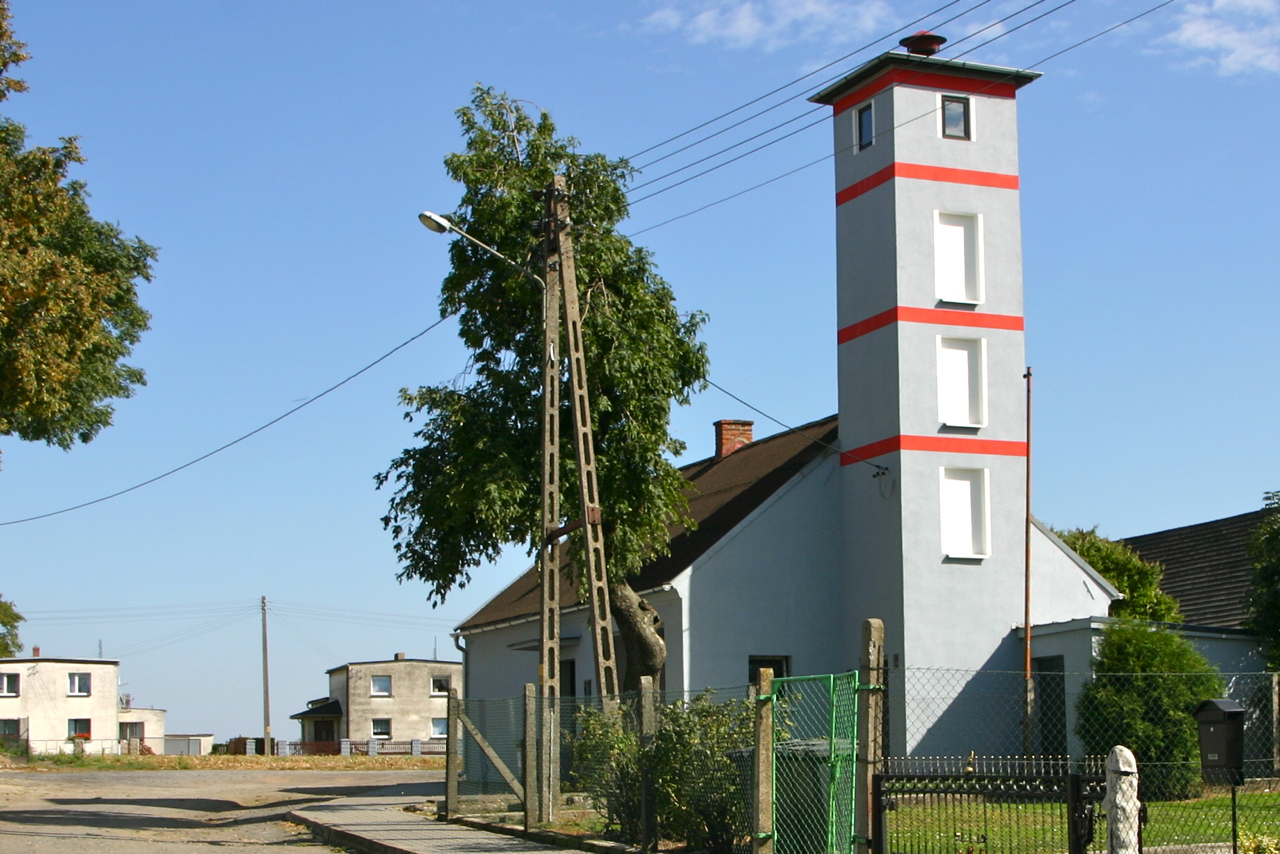
Remiza OSP Gostomia

W zakresie ochrony przeciwpożarowej oraz innych miejscowych zagrożeń w Gostomi działa jednostka Ochotniczej Straży Pożarnej.
Miejscowość jest pod opieką dzielnicowego rejonu służbowego nr 15 Komendy Powiatowej Policji w Prudniku (Posterunek Policji w Białej).
Teren wsi, jak i całej gminy Biała, położony jest w strefie nadgranicznej w związku z czym Straż Graniczna dysponuje, na tym obszarze, specjalnymi kompetencjami w zakresie bezpieczeństwa. Gminę Biała obejmuje zasięgiem służbowym placówka Straży Granicznej w Opolu ze Śląskiego Oddziału SG.

## Ludzie urodzeni w Gostomi
- Filip Robota (1841–1902), nauczyciel, działacz oświatowy i społeczno-narodowy na Śląsku
- Antoni Robota (1864–1928), ksiądz katolicki, działacz narodowy i społeczny
- Władysław Robota (1872–1939), ksiądz katolicki, działacz narodowy i społeczny
- Kolumban Sobota (1881–1949), franciszkanin